# Sleazy (bài hát của Kesha)
"Sleazy" là bài hát của ca sĩ thu âm người Mỹ Ke$ha, trích từ đĩa mở rộng đầu tiên của cô, Cannibal (2010). Ca khúc được viết bởi Kesha cùng với Lukasz "Dr. Luke" Gottwald, Benjamin Levin, Shondrae "Bangladesh" Crawford, Klas Åhlund và được sản xuất bởi Bangladesh, Dr. Luke và Levin. Trong khi làm việc với album Ke$ha nhận được sự giúp đỡ của nhà sản xuất Bangladesh vì cô muốn cho vào âm nhạc của cô một khía cạnh khác biệt.
Ca khúc sau đó được phát hành lại cùng với sự góp giọng của ca sĩ nhạc rap André 3000. Sau khi Ke$ha gửi cho anh ca khúc này với hi vọng rằng anh sẽ thích nó, họ đã nói chuyện với nhau qua điện thoại và anh đã đồng ý hợp tác với cô trong ca khúc. "Sleazy" đã lọt vào bảng xếp hạng Canada và Mỹ ở vị trí thứ 46 và 51.

## Thực hiện
"Sleazy" được viết bởi Kesha cùng với Lukasz "Dr. Luke" Gottwald, Benjamin Levin, Shondrae "Bangladesh" Crawford, Klas Åhlund cho đĩa mở rộng đầu tiên của Ke$ha, Cannibal (2010). Nó được sản xuất bởi Bangladesh, Dr. Luke, Levin cùng với sự trợ gúp kĩ thuật của Emily Wright, Sam Holland, Chris "TEK" O'Ryan và Chris Holmes. Ca khúc được phát hành vào 29 tháng 10 năm 2010 dưới đinh dạng tải kĩ thuật số. Bài hát còn xuất hiện ở mặt B của đĩa đơn "We R Who We R" ở Anh. Trong khi làm việc với album Ke$ha nhận được sự giúp đỡ của nhà sản xuất Bangladesh. Ông giải thích rằng Kesha chọn ông vì cô muốn có thêm một khía cạnh khác cho âm nhạc của mình, "Cô ấy nói rằng cô muốn là một tên xã hội đen".

## Phối khí
André 3000 xuất hiện trong phiên bản remix (phối khí) chính thức của ca khúc, phát hành kĩ thật số vào 18 tháng 1 năm 2011.
Sau khi phát hành phiên bản remix chính thức với André, Ke$ha cùng với đồng sản xuất của ca khúc, Dr. Luke, quyết định rằng họ sẽ remix lại ca khúc một lần nữa với ý định sẽ mời thêm một số ca sĩ nhạc rap mà Ke$ha mong muốn được hợp tác trong tương lai. Đầu tiên phải kể đến Lil Wayne, và tiếp theo đó Wiz Khalifa và T.I. lần lượt được Ke$ha mời để xuất hiện trong phiên bản này. Cả ba nghệ sĩ đều đồng ý với sự hợp tác này và nhờ đó, phiên bản remix hoàn thành. Phiên bản này được lấy tên là "Sleazy Remix 2.0: Get Sleazier". Vào 7 tháng 12 năm 2011, Ke$ha viết lên mạng một tin nhắn với người hâm mô của cô rằng cô sẽ phát hành ca khúc độc quyền trên iTunes vào ngày 13 tháng 13, 2011.

## Video âm nhạc
Video âm nhạc cho ca khúc được đạo diễn bởi Nicholaus Goossen, được phát hành vào 27 tháng 1 năm 2012. Diễn viên trong video là một số người bạn của Ke$ha, họ hát nhép theo những câu hát trong ca khúc. Tuy nhiên không có sự xuất hiện của Ke$ha trong video này. Jessica Sager từ PopCrush đã viết rằng: "Dù không có Ke$ha, nhưng bản remix vẫn rất... ổn". Tạp chí Rap-Up viết rằng, video này rất hài hước và bất ngờ.

## Danh sách ca khúc
| EP kĩ thuật số ở Anh 1. "We R Who We R" – 3:24 2. "Sleazy" – 3:25 3. "Animal" (Dave Audé Remix) – 4:37 4. "Animal" (Billboard Remix) – 4:15 | Tải kĩ thuật số (Remix) 1. "The Sleazy Remix" (hợp tác với André 3000) – 3:48 Tải kĩ thuật số (Remix 2.0) 1. "Sleazy Remix 2.0: Get Sleazier (hợp tác với Lil Wayne, Wiz Khalifa, T.I. & André 3000) – 4:53 |

## Xếp hạng
| Bảng xếp hạng (2010)      | Vị trí cao nhất |
| ------------------------- | --------------- |
| Canada (Canadian Hot 100) | 46              |
| Hoa Kỳ Billboard Hot 100  | 51              |

| Bảng xếp hạng (2011)      | Vị trí cao nhất |
| ------------------------- | --------------- |
| Canada (Canadian Hot 100) | 74              |
| US Billboard Hot 100      | 37              |